# Eventyret om en by
Eventyret om en by er en dansk dokumentarfilm fra 1949 med instruktion og manuskript af Ove Sevel.

## Handling
Hvis man samlede alle gigtpatienter i Danmark, ville de kunne fylde en hel by - over dette motiv er filmen bygget. De forskellige gader i byen bærer de forskellige latinske navne på de rheumatiske sygdomme. Man ser i filmen enkelte borgere i gigtens by og får i glimt et indtryk af deres tragedie. Filmen viser, hvad der gøres for at lindre patienternes lidelser og bekæmpe sygdommen, og det slås fast, at der må skaffes penge til fortsat forskningsarbejde, så gigtens by en dag kan stå tom.